# Eugenio Leal
Eugenio Leal Vargas (* 13. Mai 1954 in Carriches, Provinz Toledo) ist ein ehemaliger spanischer Fußballspieler.

## Karriere

### Verein
Leal begann mit dem Fußballspielen an der Madrider Schule La Salle Carabanchel im Stadtteil Las Águilas, von wo aus er in die Jugendakademie von Atlético Madrid wechselte. 1971 rückte er in den Profikader auf.
Nach zwei Spielzeiten in der ersten Mannschaft wurde er für die Saison 1973/74 an Sporting Gijón ausgeliehen. Anschließend kehrte er zu Atlético zurück, wo er seine Karriere am Ende der Saison 1981/82 aufgrund einer Knieverletzung beenden musste. In der darauf folgenden Saison versuchte er ein Comeback beim Zweitligisten CE Sabadell, welches er nach eineinhalb Monaten abbrechen musste.
Mit Atlético gewann Leal zwei Meisterschaften, zweimal den spanischen Pokal sowie den Weltpokal. Insgesamt kam er in der Primera División auf 208 Einsätze und schoss in elf Spielzeiten 29 Tore.

### Nationalmannschaft
Leal debütierte am 16. September 1977 beim 0:1 gegen Rumänien im Qualifikationsspiel zur Weltmeisterschaft 1978 in Argentinien in der spanischen Nationalmannschaft.
Nach der erfolgreichen Qualifikation für die Weltmeisterschaft wurde Leal von Nationaltrainer László Kubala in das spanische Aufgebot berufen. Er bestritt alle drei Partien der Spanier während der Gruppenphase des Turniers. Mit einem Sieg, einem Unentschieden und einer Niederlage schied Spanien als Gruppendritter bereits nach der Vorrunde aus.
In seinem letzten von insgesamt dreizehn Länderspielen führte Leal seine Mannschaft am 21. Dezember 1978 beim 0:1 in einem Freundschaftsspiel gegen Italien als Kapitän auf das Spielfeld.

## Erfolge
- Spanischer Meister: 1973, 1977
- Spanischer Pokalsieger: 1972, 1976
- Weltpokalsieger: 1974